# Eduardo Espinel
Eduardo Fabián Espinel Porley (Cardona, Soriano, 28 de junio de 1972) es un exfutbolista y entrenador uruguayo de fútbol. Como futbolista se desempeñó como defensa central. Actualmente es entrenador del Olimpia de la Liga Nacional de Honduras.

## Trayectoria

### Como jugador
Se desempeñó como zaguero principalmente en clubes amateurs como el Cardona Wanderers Futbol Club, Club Unión, Artesano Fútbol Club y el Larrañaga Club, previamente jugó al baby futbol en Nacional de Cardona. Sus únicos pasos como profesional los dio en Colón Fútbol Club y Plaza Colonia.
También tuvo participación en la selección juvenil y mayor de Cardona, la absoluta de Colonia, y la mayor de Soriano Interior.

### Como entrenador
Comenzó su carrera como entrenador, en el fútbol amateur, en las diferentes categorías del Club Unión y el Club Nacional de Fútbol de Cardona.
En el año 2014, llegó su oportunidad en el profesionalismo con su ex club como jugador, Plaza Colonia, tomó al equipo en las últimas posiciones en Segunda División, no tuvo un buen comienzo, al perder 4 de sus 5 primeros partidos en el fútbol profesional. Pero el equipo finalmente mejoró y lograron una racha de dieciocho partidos sin perder, por lo que ascendieron a la máxima categoría del fútbol uruguayo.
Ya en Primera División, comenzaron con tres derrotas, ante Rentistas, Villa Teresa y Nacional, pero luego hasta el final del Torneo Apertura, de los 11 encuentros que jugaron, perdieron en uno. Finalizaron en la posición número 13, con 3 victorias, 8 empates y 4 derrotas.
En el Torneo Clausura, tuvieron una destacada campaña, en la fecha 4 derrotaron a uno de los 2 equipos más poderosos del país, el Club Nacional de Football. Mantuvieron el nivel y llegaron a la fecha 14 con la posibilidad de lograr el título, ante el otro equipo fuerte de Uruguay, el Club Atlético Peñarol, jugaron en el Estadio Campeón del Siglo el 29 de mayo de 2016, ganaron 2 a 1, fue la primera vez que los carboneros perdieron en su estadio, y se coronaron campeones del Torneo Clausura. Fue el primer título en la máxima categoría del fútbol uruguayo para los Patas Blancas, por su hazaña, fueron apodados por diversos medios, incluido la FIFA, como el Leicester de Uruguay.
Plaza finalizó el torneo con 32 puntos, con 9 partidos ganados, 5 empatados y 1 perdido. Clasificaron a una semifinal por el Campeonato Uruguayo.
El 12 de junio, jugaron contra Peñarol en el Estadio Centenario un partido por la temporada uruguaya, comenzaron ganando gracias a un gol de Alejandro Furia, pero Diego Rossi empató para los aurinegros, fueron a tiempo extra, les expulsaron un jugador y finalmente perdieron 3 a 1. Peñarol se coronó campeón de la temporada 2015/16 y los Patas Blancas clasificaron a la Copa Sudamericana 2016.
Su buena temporada con Plaza Colonia, llamó la atención de varios clubes y el 15 de junio de 2016, se anunció su llegada a Santiago Wanderers, para dirigir en la Primera División de Chile. El 21 de junio, fue presentado por su nuevo club, en su asunción declaró:

«Nuestra propuesta siempre es ir al frente, estamos convencidos que es la manera más importante de conseguir algo más importante, de fortalecernos cuando no tenemos el balón. Nuestro juego es agresivo, dinámico, y que todos estén dispuestos a colaborar independiente de la posición, y cuando la pelota se tiene y no se tiene.»

Actualmente firmó contrato con el glorioso Montevideo Wanderers Fútbol Club de Uruguay como entrenador técnico.

## Clubes

### Como futbolista
| Club                           | País    | Año       |
| ------------------------------ | ------- | --------- |
| Cardona Wanderers Futbol Club  | Uruguay | 1989-1990 |
| Club Atlético Union de Cardona | Uruguay | 1991-1993 |
| Artesano Fútbol Club           | Uruguay | 1994-1998 |
| Larrañaga Fútbol Club          | Uruguay | 1999-2005 |
| Colón Fútbol Club              | Uruguay | 2005-2006 |
| Plaza Colonia                  | Uruguay | 2006-2007 |

### Clubes como entrenador
| Club                               | País     | Año            |
| ---------------------------------- | -------- | -------------- |
| Club Atlético Union de Cardona     | Uruguay  | 2008-2009      |
| Club Deportivo y Social Rodó       | Uruguay  | 2010           |
| Club Nacional de Fútbol de Cardona | Uruguay  | 2012-2013-2014 |
| Plaza Colonia                      | Uruguay  | 2014-2016      |
| Santiago Wanderers                 | Chile    | 2016-2017      |
| Montevideo Wanderers               | Uruguay  | 2018-2019      |
| Club Deportivo Guabirá             | Bolivia  | 2019-2020      |
| Plaza Colonia                      | Uruguay  | 2021-2022      |
| Cerro Largo                        | Uruguay  | 2023           |
| Racing Montevideo                  | Uruguay  | 2023-2024      |
| Olimpia                            | Honduras | 2025-act.      |

## Estadísticas como entrenador
| Equipo               | País     | Año       | PJ  | V   | E  | D  | GF  | GC  | DG  | Rendimiento |
| -------------------- | -------- | --------- | --- | --- | -- | -- | --- | --- | --- | ----------- |
| Plaza Colonia        | Uruguay  | 2014-2016 | 54  | 27  | 17 | 10 | 75  | 53  | +22 | 60.49%      |
| Santiago Wanderers   | Chile    | 2016-2017 | 26  | 7   | 5  | 14 | 26  | 38  | -12 | 33.33%      |
| Montevideo Wanderers | Uruguay  | 2018      | 37  | 14  | 8  | 15 | 48  | 52  | -4  | 42.35%      |
| Rampla Jrs.          | Uruguay  | 2019-2021 | 16  | 3   | 4  | 9  | 20  | 30  | -10 | 27.08%      |
| Plaza Colonia        | Uruguay  | 2021-2022 | 71  | 29  | 21 | 21 | 89  | 67  | +22 | 50.71%      |
| Cerro Largo          | Uruguay  | 2023      | 19  | 6   | 9  | 4  | 17  | 17  | +0  | 47.37%      |
| Racing Montevideo    | Uruguay  | 2023-2024 | 59  | 25  | 17 | 17 | 74  | 62  | +12 | 51.97%      |
| Olimpia              | Honduras | 2025-Act. | 23  | 14  | 5  | 4  | 39  | 16  | +23 | 68.12%      |
| Total                | Total    | Total     | 282 | 111 | 81 | 90 | 350 | 319 | +31 | 48.93%      |

## Palmarés

### Como entrenador
| Título                    | Equipo        | País     | Año       |
| ------------------------- | ------------- | -------- | --------- |
| Torneo Clausura           | Plaza Colonia | Uruguay  | 2016      |
| Torneo Apertura           | Plaza Colonia | Uruguay  | 2021      |
| Liga Nacional de Honduras | Olimpia       | Honduras | Cla. 2025 |

### Distinciones individuales
| Distinción                                                | Año  |
| --------------------------------------------------------- | ---- |
| El tapado de la fecha (4) del Torneo Clausura para Referí | 2016 |
| La figura de la etapa del Torneo Clausura-Fecha 14        | 2016 |
| Mejor entrenador del Campeonato Uruguayo para Ovación     | 2016 |
| Mejor entrenador del Campeonato Uruguayo para Referí      | 2016 |

### Otras distinciones
Plaza Colonia
- Copa Confraternidad: 2016[13]
- Copa 336 años de la fundación de Colonia: 2016[14]